# Placobdella translucens
Placobdella translucens är en ringmaskart som först beskrevs av Sawyer och Shelley 1976.  Placobdella translucens ingår i släktet Placobdella och familjen broskiglar. Inga underarter finns listade i Catalogue of Life.